# CFRB
CFRB, plus connue sous le nom Newstalk 1010, est une station de radio d'informations canadienne anglophone basée à Toronto, en Ontario, fondée en 1927. Elle diffuse en modulation d'amplitude (AM) à 1 010 kHz, et en onde courte (CFRX) à 6,07 MHz. La programmation de la station est composée de bulletins de nouvelles et d'émissions de débat. Son siège est situé dans le centre-ville de Toronto, au niveau de l'avenue St. Clair Ouest et de la rue Yonge. Elle appartient à Bell Media.

## Histoire
La station a été fondée en 1927 par la Rogers Vacuum Tube Company ayant mis sur le marché un récepteur radio sans pile. Les lettres d'appel de la station désignent Canada's First Rogers' Batteryless. Il s'agit de la station de radio la plus ancienne du Grand Toronto toujours en fonction.

## Animateurs
- John Sanford Moore, Moore in the Morning
- Mike Bullard, Beyond the Mic with Mike Bullard
- John Tory, Live Drive with John Tory
- Joseph Schwarcz